# Wilhelm Fiszer
 Wilhelm Fiszer herbu Taczała (ur. 31 maja 1764, zm. 1832) – generał brygady armii Księstwa Warszawskiego, radca Ministerium Spraw Wewnętrznych w 1811 roku.
Syn generała majora armii koronnej Karola Ludwika Fiszera (zm. 1783), brat Stanisława i Karola Jana (wszyscy bracia służyli w armii Księstwa Warszawskiego). Ojciec Ludwika. 
Od 1774 kadet. W 1790 sztabskapitan w 1 Regimentu Pieszego Koronnego, którym wcześniej dowodził jego ojciec. W 1792 dowódca rezerwowego regimentu w Kaliszu.
W 1794 po bitwie pod Jędrzejowcem awansowany przez T. Kościuszkę na majora. W 1797 służył w 1 Legionie Polskim we Włoszech. W tymże roku powrócił do kraju. W 1807 był radcą departamentu kaliskiego. W lutym 1812 uzyskał stopień generała i stanowisko generalnego ordonatora (kwatermistrza) armii. W 1816 zaliczony formalnie do armii Królestwa Polskiego. Przyjął dymisję, ale pensję pobierał jeszcze w 1832.